# Gnadenhüttenský masakr

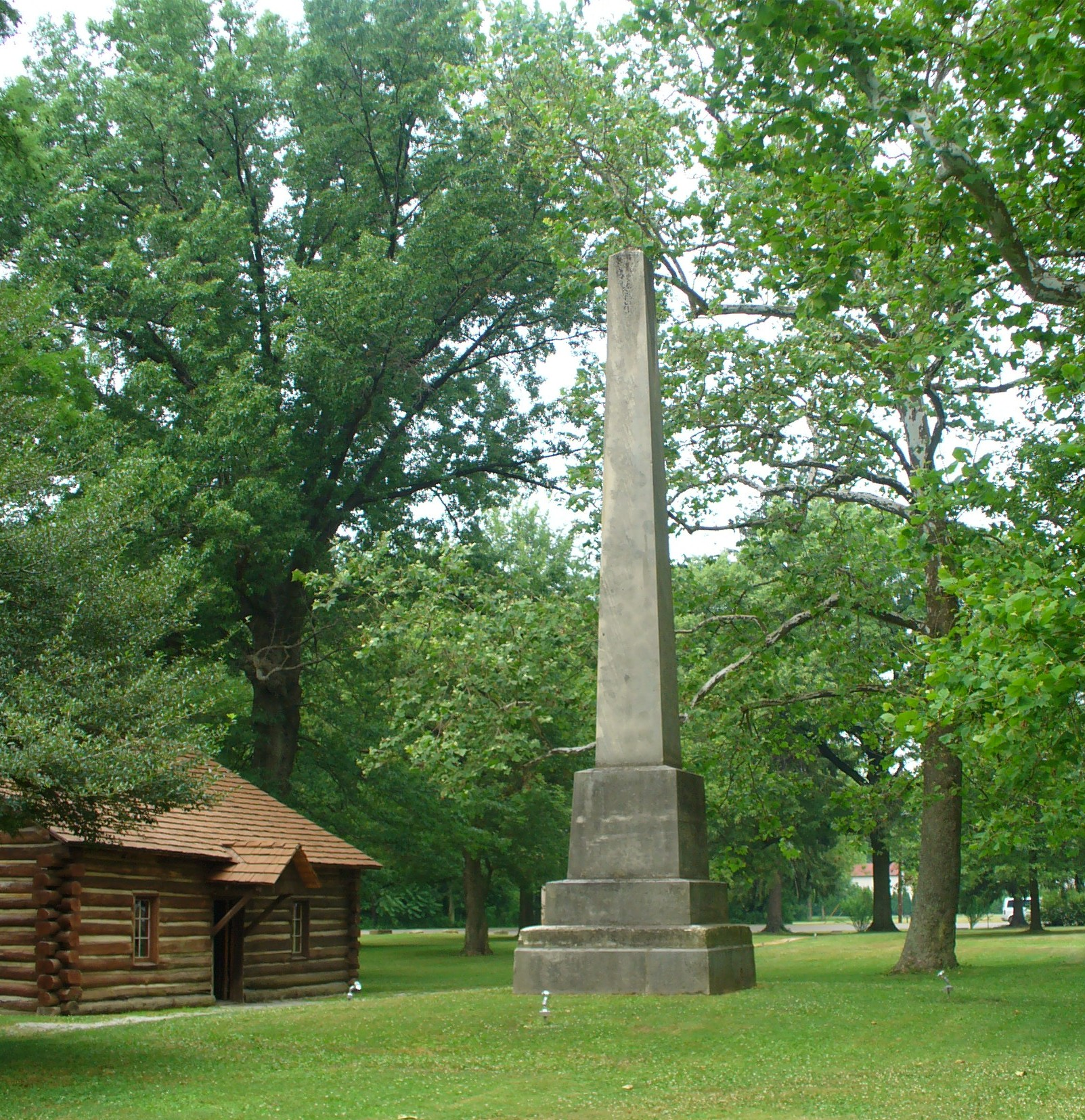
11 metrů vysoký památník umístěný vedle srubu, který býval středem vesnice.

Gnadenhüttenský masakr (anglicky Gnadenhutten massacre), známý také jako Moravský masakr (Moravian massacre) je pojem používaný v souvislosti s povražděním 96 křesťanských amerických indiánů americkými milicemi z Pensylvánie dne 8. března 1782 během války za nezávislost. Incident se udál v misijní vesnici moravských bratří Gnadenhütten, která se nacházela poblíž dnešního města Gnadenhutten v Ohiu.

## Příčiny, průběh, důsledky
Během americké války za nezávislost došlo k mnoha útokům na hranicích a nesčetnému množství masakrů a únosů. Obě strany konfliktu měly na své straně Indiány, ale Britové získali přece jen větší podporu domorodců, kteří byli aktivní především při útocích na osady v Pensylvánii a New Yorku. Na obou stranách panovala vůči všem o neutralitu se snažícím Indiánům podezřívavost, že špehují pro nepřítele či ho tajně podporují. V roce 1781 zajistila část Hurónů (Wyandotů) a Delawarů (Lenapů) křesťanské Indiány z moravských misí Davida Zeisbergera – jednalo se většinou o Delawary – a donutila je přemístit do osady „Captive Town“ (Zajatecké město) na řece Sandusky. Britové mezitím pozvali Davida Zeisbergera a jeho hlavního pomocníka Johna Heckeweldera do Detroitu, kde se museli zodpovídat z údajné zrady – měli informovat Američany z Fort Pitt o britských pohybech. Po několikaměsíčním věznění a soudu byli nakonec osvobozeni.
Mezitím asi 100 misijních Indiánů opustilo v únoru 1782 „Captive Town“, neboť zde začali trpět hlady. Vydali se do svých starých moravských vesnic v Ohiu, kde chtěli získat jídlo. Začátkem března 1782 byla skupina překvapena a zajata útočnou jednotkou 160 milicionářů z Pensylvánie vedenou Davidem Williamsonem. Američané nejprve tvrdili, že jim zajistí ochranu a doprovodí do Fort Pitt, ale poté, co všechny Indiány shromáždili na jednom místě v osadě Gnadenhütten, je zajistili a obvinili z nájezdů na pohraniční oblasti a z napomáhání nepřátelským Indiánům. Delawarové to odmítli. Milicionáři zasedli k poradě a hlasováním rozhodli, že všechny Indiány zabijí. Jen 18 Američanů bylo proti, někteří z nich po tomto rozhodnutí opustili skupinu. Indiáni byli svázáni a umístěni do dvou domů a bylo jim sděleno, co je čeká. Domorodci si vyžádali jeden den na přípravu na smrt - modlení a zpěv písní. 8. března 1782 členové milic Indiány zabili palicemi a tomahavky a skalpovali je – šlo o 28 mužů, 29 žen a 39 děti. Dva chlapci masakru unikli (jeden z nich skalpovaný) a podali o něm svědectví. Jednotka milice následně vesnici vyplenila a spálila a totéž učinila s dalšími indiánskými osadami poblíž.

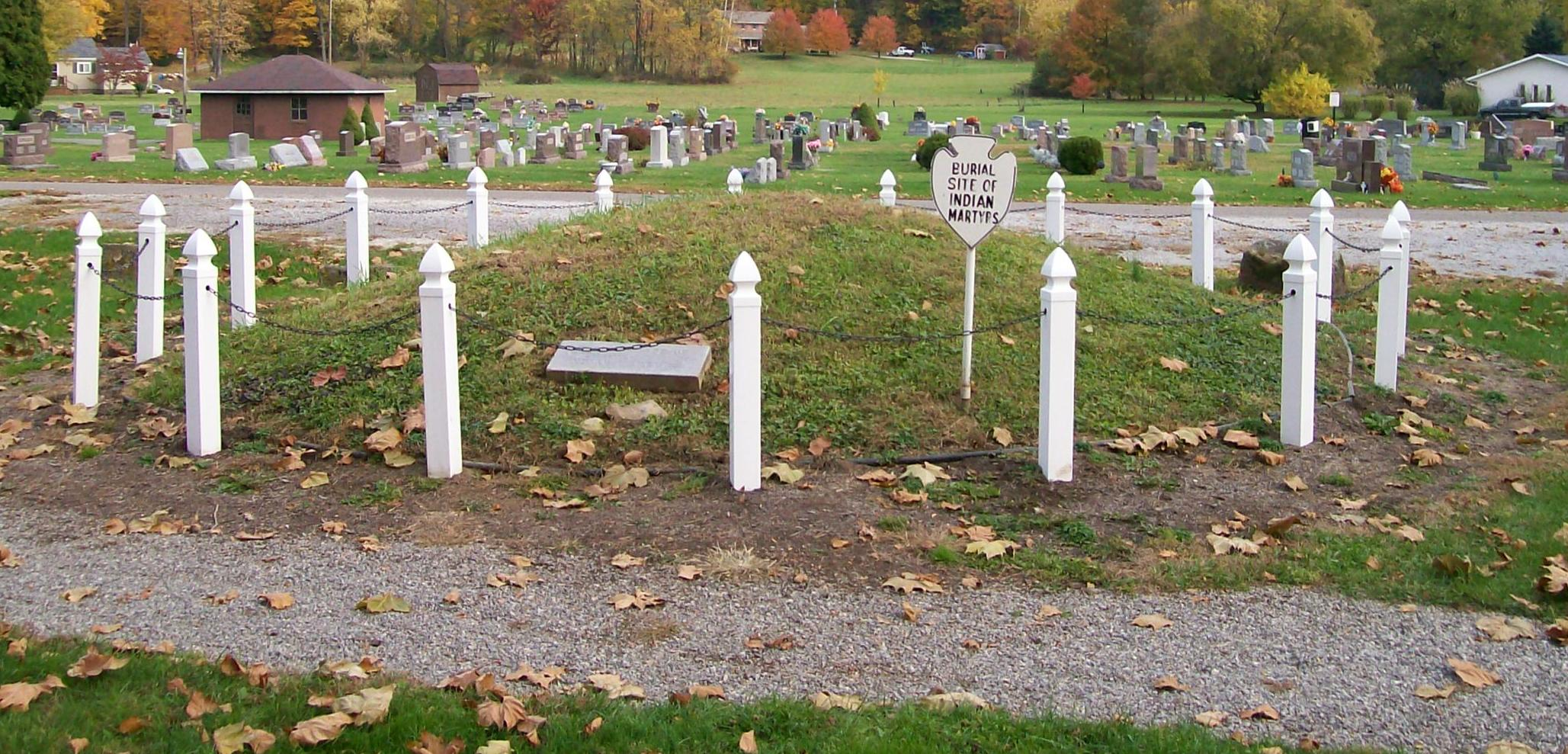
Pohřební mohyla obětí masakru v rekonstruované vesnici Gnadenhütten.

John Heckewelder se o několik let později do vesnice vrátil a ostatky zabitých pohřbil. Žádný z členů milice nebyl za tento čin postaven před soud či obviněn. Mnozí lidé z pohraničí měli zato, že šlo o spravedlivou odplatu za indiánské nájezdy. Mínění většiny ostatních Američanů bylo rozdílné, ale v době probíhajících bojů hlas spravedlnosti zanikl. George Washington vydal v reakci na tento masakr doporučení, aby se žádný americký voják nenechal zajmout Indiány živý. Delawarové samozřejmě toužili po pomstě a během následujících let skutečně umučili několik amerických zajatců jako formu odplaty – v roce 1789 dokonce jednoho z účastníků masakru kapitána Charlese Bilderbacka.

## Zajímavost
Moravští bratři založili ještě jednu misijní osadu zvanou Gnadenhütten. Nacházela se v Pensylvánii (nyní Lehighton). V listopadu 1755 během francouzsko-indiánské války byla napadena profrancouzskými Indiány a 11 osadníků bylo pobito. Tato událost se někdy s Gnadenhüttenským masakrem z roku 1782 plete.